# Josef Fröhlich (Ingenieur)

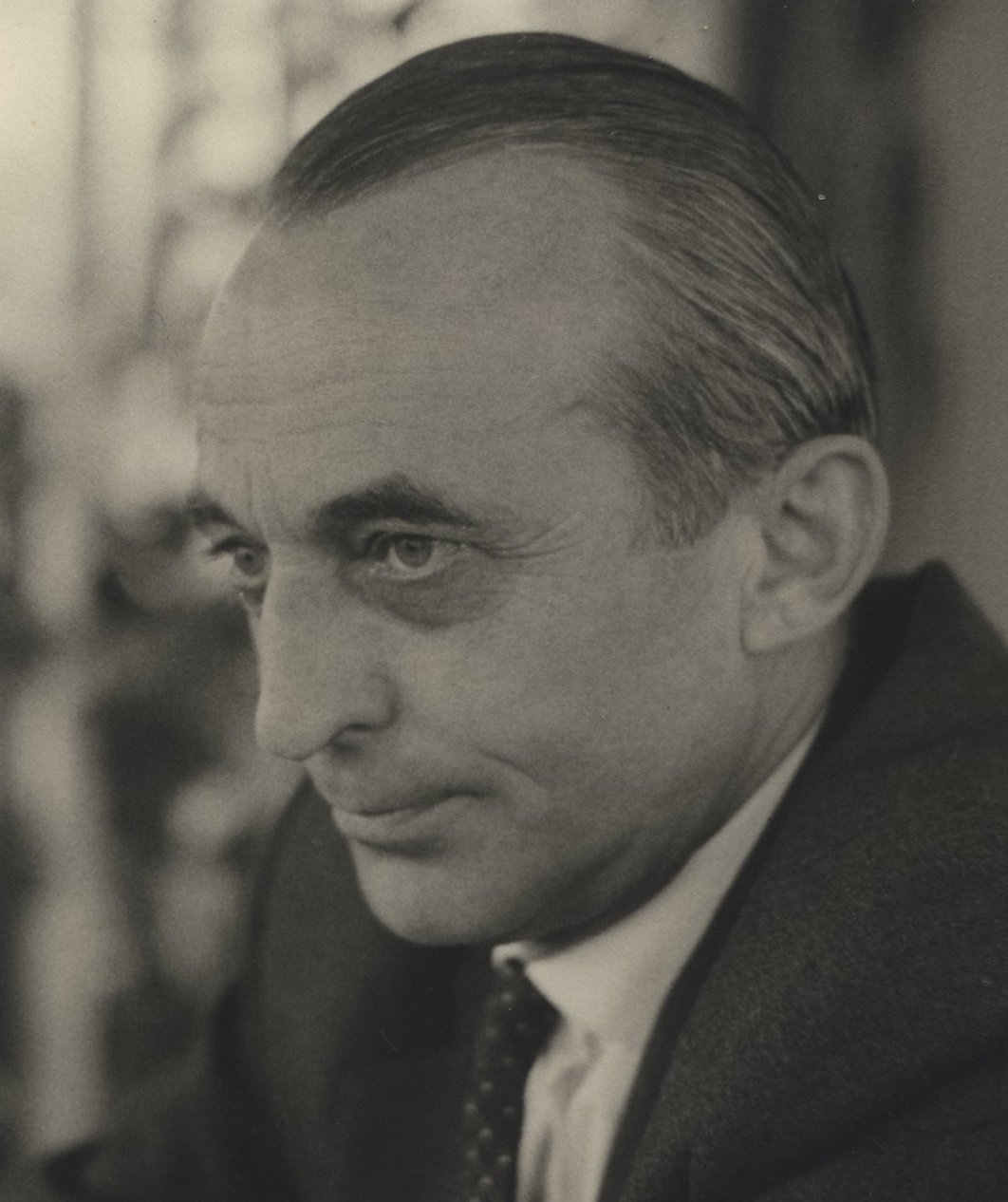
Josef Fröhlich

Josef Fröhlich (* 31. März 1904 in Essen; † 23. November 1978 in Düsseldorf) war ein deutscher Ingenieur.

## Leben
Nach dem Abitur und einer Ausbildung zum Automonteur studierte Josef Fröhlich an der Technischen Hochschule Hannover (heute Gottfried Wilhelm Leibniz Universität Hannover) Maschinenbau mit der Fachrichtung Flugzeugbau.
Seine berufliche Laufbahn begann er 1929 bei den Albatros Flugzeugwerken in Berlin-Johannisthal als Konstrukteur. Der Wechsel zur Arado Flugzeugwerke GmbH erfolgte im Jahr 1932, zunächst in das Werk in Warnemünde. Im Jahre 1935 wurde die Konstruktionsabteilung in das Werk in Brandenburg an der Havel verlegt. Hier war Fröhlich für die Entwicklung von Tragflügeln verantwortlich, z. B. für die Arado Ar 95.
Willy Messerschmitt holte Fröhlich 1938 zur Messerschmitt AG nach Augsburg, wo er Anfang der 40er Jahre die Konstruktion der Messerschmitt Me 321 leitete, eines Lastenseglers mit 55 m Spannweite. Nach kürzester Entwicklungszeit erfolgte die Serienfertigung in Leipheim. In der Folge wurde dieser Typ mit sechs französischen Gnôme et Rhône Motoren ausgerüstet und als Messerschmitt Me 323 „Gigant“ produziert.
Zur weiteren Entwicklung und Serienbetreuung wechselte Fröhlich mit einem Teil seiner Arbeitsgruppe zur Luftschiffbau Zeppelin nach Friedrichshafen. 1944 kehrte er zur Messerschmitt AG zurück und wurde mit verschiedenen Sonderaufgaben betraut.
Nach dem Krieg wurde Fröhlich Chefkonstrukteur der Abteilung Rohrkonstruktion bei der Mannesmannröhren-Werke AG in Düsseldorf-Rath. Er realisierte Projekte wie:
- Mannesmannturm Hannover,
- Mannesmannturm Wien,
- Mannesmannturm Düsseldorf, errichtet 1954,
- KW-Sendeanlagen der Deutschen Welle in Jülich,
- Masten für Stromüberlandleitungen,
- Stahlrohrbrücken,
- Brückensonderkonstruktionen, z. B. Stahlrohrkonstruktion, zur Errichtung der dritten Teufelsbrücke über die Reuss,[2]
- Ölverladeanlagen.

Zahlreiche Patente tragen seinen Namen.
Eine wichtige Erfindung war beispielsweise
die Oktaplatte, die als räumliches Flächentragwerk mit großer Spannweite für zahlreiche Bauten eingesetzt wurde (beispielsweise in der Kirche Zum Heiligen Kreuz in Düsseldorf-Rath).